# 路恃慶
路 恃慶（ろ たいけい、生没年不詳）は、北魏の人物。字は伯瑞。本貫は陽平郡清淵県。

## 経歴
広平郡の宋翻とともに名を知られ、相州刺史の李安世の推薦を受けた。太和年間、奉朝請に任じられた。しばらくして尚書儀曹郎となり、左民郎に転じ、潁川郡太守を代行した。安定王元燮の下で征虜府長史をつとめた。まもなく母が死去し、服喪のために職を辞した。河間王元琛の下で長史となった。元琛は勝手きままにふるまったので、恃慶は事あるごとに苦言を呈した。享年48で死去した。左将軍・安州刺史の位を追贈された。諡は襄といった。

## 家族
- 祖父：路綽（陽平郡太守）[1][2]
- 次弟：路仲信（太尉参軍・奉車都尉・開府掾。章武王元融が葛栄を討ったとき、仲信はその下で都督府長史をつとめた）[1][4]
- 三弟：路思略（字は叔約、冀州安東府騎軍参軍）[5]
- 四弟：路思令（字は季儁）[5][4]
- 子：路祖璧（給事中）[1][4]

## 伝記資料
- 『魏書』巻72 列伝第60
- 『北史』巻45 列伝第33